# Lucien Bodard
Lucien Bodard, (Chongqing, China, 9 januari 1914 - Parijs, 2 maart 1998), was een Frans schrijver en journalist.

## Levensloop
Bodard werd in China geboren waar zijn vader consul was in Shanghai. Hij begon in 1944 aan zijn journalistieke loopbaan in Azië, meer bepaald met het verslaan van de oorlog in Indochina. Hij was er correspondent van 1948 tot 1955.
Hij was ook al voordien van nabij geïnteresseerd in de Aziatische evolutie en ontwikkelde een grondige kennis van de Aziatische realiteit. Tijdens de oorlog onderhield hij nauwe contacten met de voornaamste Franse militaire en civiele verantwoordelijken, als ook met keizer Bảo Đại en andere prominenten.
Als romanschrijver behaalde hij verscheidene literatuurprijzen: de Prix Aujourd'hui voor L'Humiliation (1965), de Prix Interallié voor Monsieur le Consul (1973) en de Prix Goncourt voor Anne Marie (1981).
Bodard was ook soms acteur. Hij speelde voor Agnès Varda in het drama Les Créatures (1966), geproduceerd door de Frans-Italiaanse film- en televisieproducente Mag Bodard, zijn eerste echtgenote. Hij had ook een rol in de dramatische en historische mysteryfilm The Name of the Rose (1986).
In 1962 huwde hij voor de tweede keer, met Huguette Cord'homme die hem een zoon, Julien, schonk. Hij ging een derde huwelijk aan met Marie-Françoise Leclère, hoofdredactrice culturele diensten bij het weekblad Le Point.

## Publicaties
- La Mésaventure espagnole, 1946
- La Chine de la douceur, 1957
- L'Enlisement, La guerre d'Indochine I, 1963
- L'Illusion, La guerre d'Indochine II, 1965
- L'Humiliation, La guerre d'Indochine III, 1965 (Prix Aujourd'hui)
- L'Aventure, La guerre d'Indochine IV, 1967
- L'Épuisement, La guerre d'Indochine V, 1967
- Le plus grand drame du monde : La Chine de Tseu Hi à Mao, 1968
- Le Massacre des indiens, 1969
- Mao, Gallimard, 1970
- Monsieur le Consul, 1973 (Prix Interallié)
- Le Fils du Consul, Grasset, 1975
- La Vallée des roses, 1977
- La Duchesse, 1979
- Anne Marie, Grasset, 1981 (Prix Goncourt)
- La chasse à l'ours, 1985
- Les Grandes Murailles, 1987
- Les Dix Mille Marches, 1991
- Le Chien de Mao, 1998

## Documentaire
- Lucien Bodard, dit Lulu le Chinois, een film door Olivier Weber en Michel Vuillermet, France 5, 1998

- Bibliothèque nationale de France: cb118924991 (data)
- Gemeinsame Normdatei: 120958635
- International Standard Name Identifier: 0000 0001 1029 0855
- Library of Congress Control Number: n50010045
- Nationale Bibliotheek van Letland: 000003150
- Nationale Bibliotheek van Tsjechië: xx0013818
- Nationale Bibliotheek van Israël: 987007463529805171
- Nederlandse Thesaurus van Auteursnamen: 070825092
- LIBRIS: 335775
- Système universitaire de documentation: 035221623
- Virtual International Authority File: 71387620
- WorldCat: E39PBJqW4bD3Mkq4RKmXXV9CcP

1. ↑  BnF-normbestand; geraadpleegd op: 4 maart 2024; BnF-identificatiecode: 118924991.
2. 1 2  matchID; geraadpleegd op: 4 maart 2024; Fichier des personnes décédées-identificatiecode: bkA7xzTah76X.